# Pandisus scalaris
Pandisus scalaris är en spindelart som beskrevs av Simon 1900. Pandisus scalaris ingår i släktet Pandisus och familjen hoppspindlar. Inga underarter finns listade i Catalogue of Life.